# Mumbai City FC
Mumbai City FC (hindi मुंबई सिटी फुटबॉल क्लब, ang. Mumbai City Football Club) – indyjski klub piłkarski, mający siedzibę w mieście Mumbaj w stanie Maharasztra, w zachodniej części kraju, grający od 2014 w rozgrywkach Indian Super League.

## Historia
Chronologia nazw:
- 2014: Mumbai City FC

Klub piłkarski Mumbai City FC został założony w miejscowości Mumbaj 30 sierpnia 2014 roku po tym, jak na początku 2014 roku narodowa federacja piłki nożnej w Indiach ogłosiła o powstaniu Indian Super League. Bollywoodzki aktor Ranbir Kapoor oraz biznesmeni Kayque G. Saldanha i Bimal Parekh wygrali przetarg na franczyzę Mumbaju. 12 października tego samego roku klub rozegrał swój pierwszy oficjalny mecz w Superlidze, wygrywając 3:0 z Atlético de Kolkata na stadionie piłkarskim Mumbai Football Arena w Mumbaju. W inauguracyjnym sezonie 2014 zespół nie zdobył miejsca na podium, zajmując siódmą pozycję w tabeli ligowej i nie awansował do fazy play-off. W następnym sezonie klub był poza czwórką najlepszych drużyn, które potem walczyły o tytuł mistrza. Dopiero w 2016 zajął pierwsze miejsce w rundzie zasadniczej i awansował do etapu play-off, ale przegrał w półfinale. W sezonie 2018/19 był trzecim w tabeli ligowej, ale znów przegrał w półfinale. Największy sukces przyszedł w sezonie 2020/21, kiedy po wygraniu rundy zasadniczej, potem w fazie play-off zdobył mistrzostwo kraju.

## Barwy klubowe, strój, herb, hymn
|  |  |

Klub ma barwy niebiesko-białe. Piłkarze domowe spotkania zazwyczaj grają w niebieskich koszulkach, białych spodenkach oraz niebieskich getrach.

## Sukcesy

### Trofea międzynarodowe
| \| \| Zdobyte trofea w rozgrywkach międzynarodowych (stan na: 31-05-2022) \| |                                                                     |      |          |
| Rozgrywki                                                                    | Osiągnięcie                                                         | Razy | Sezon(y) |
| · Liga Mistrzów AFC                                                          | zdobywca                                                            | 0    |          |
| · Liga Mistrzów AFC                                                          | finalista                                                           | 0    |          |
| · Liga Mistrzów AFC                                                          | 2.miejsce gr.B                                                      | 1    | 2022     |
| Puchar AFC                                                                   | zdobywca                                                            | 0    |          |
| Puchar AFC                                                                   | finalista                                                           | 0    |          |
| Azjatycki Puchar Zdobywców                                                   | zdobywca                                                            | 0    |          |
| Azjatycki Puchar Zdobywców                                                   | finalista                                                           | 0    |          |
| FIFA                                                                         | Zdobyte trofea w rozgrywkach międzynarodowych (stan na: 31-05-2022) |      |          |

### Trofea krajowe
| \| \| Zdobyte trofea w rozgrywkach Indii (stan na: 31-05-2022) \| |                                                          |      |                                             |
| Rozgrywki                                                         | Osiągnięcie                                              | Razy | Sezon(y)                                    |
| Mistrzostwo                                                       | I miejsce                                                | 1    | 2020/21                                     |
| Mistrzostwo                                                       | II miejsce                                               | 0    |                                             |
| Mistrzostwo                                                       | III miejsce                                              | 2    | 2016 (półfinalista), 2018/19 (półfinalista) |
| Puchar                                                            | zdobywca                                                 | 0    |                                             |
| Puchar                                                            | finalista                                                | 0    |                                             |
| Puchar                                                            | 1/8 finału                                               | 2    | 2018, 2019                                  |
| II liga                                                           | I miejsce                                                | 0    |                                             |
| II liga                                                           | II miejsce                                               | 0    |                                             |
| II liga                                                           | III miejsce                                              | 0    |                                             |
| Indie                                                             | Zdobyte trofea w rozgrywkach Indii (stan na: 31-05-2022) |      |                                             |

- Durand Cup:
  - finalista (1): 2022

## Struktura klubu

### Stadion
Klub piłkarski rozgrywa swoje mecze domowe na stadionie Mumbai Football Arena w Mumbaju, który może pomieścić 7.960 widzów.

## Rywalizacja z innymi klubami

### Derby
- FC Goa
- FC Pune City